# Marché de l'Ave-Maria
Le marché de l'Ave-Maria est un ancien marché parisien, du quartier Saint-Gervais dans le 4e arrondissement. 

## Situation
Il se trouvait à l'emplacement du square Marie-Trintignant. 

## Origine du nom
Il doit son nom au couvent de l'Ave-Maria, établi à proximité.

## Historique
L’emplacement était occupé par le jeu de paume de la Croix noire, détruit en 1728. En 1645, Molière y installa l’Illustre Théâtre.
Quand est démolie la caserne de l'Ave-Maria en 1878, un marché provisoire est aménagé sur une partie du terrain dégagé pour remplacer celui qui se tenait sur le quai aux Ormes. Il est alors décidé de construire un marché couvert définitif de l'autre côté de la rue, entre le quai des Célestins, la rue du Fauconnier et la rue de l'Ave-Maria. Les travaux, commencés en 1879, font disparaitre les restes du jeu de paume de la Croix-Noire, où Molière avait installé son Illustre Théâtre en 1645, ainsi que ceux de l'hôtel Barbeau, ancienne maison de ville de l'abbaye de Barbeau, et dont on découvre à l'occasion les salles souterraines d'un style ogival.
Le marché est construit sur le modèle des Halles de Baltard sur les plans d'Auguste-Joseph Magne et est terminé en 1878. Il présente trois faces, dont deux pignons non-parallèles, et offre une surface couverte de 1 250 m² grâce à des fermes Polonceau de plus de trente mètres sans appuis intermédiaires.

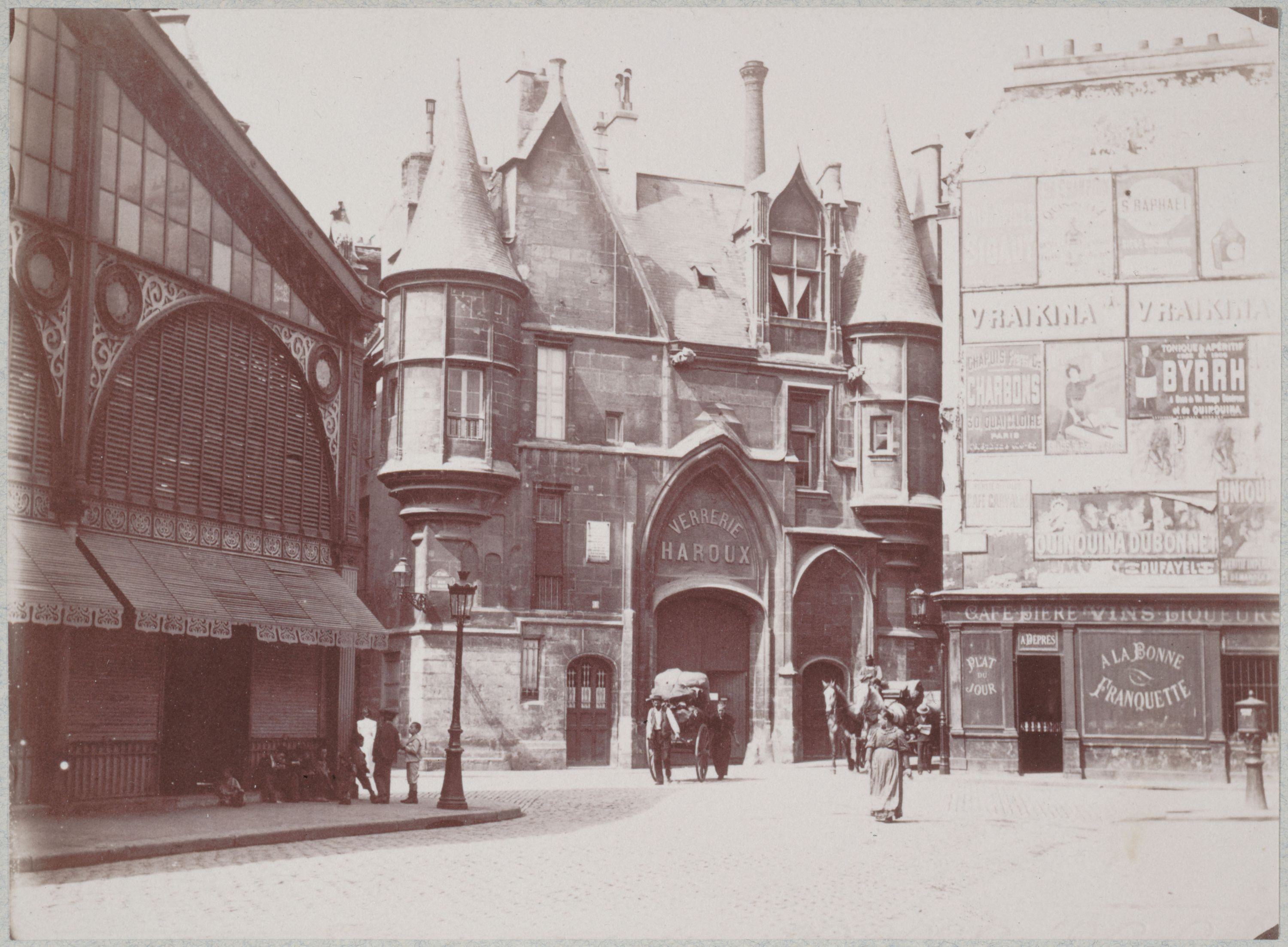
Vue du marché le long de la rue de l'Ave-Maria, avec au fond l'hôtel de Sens.
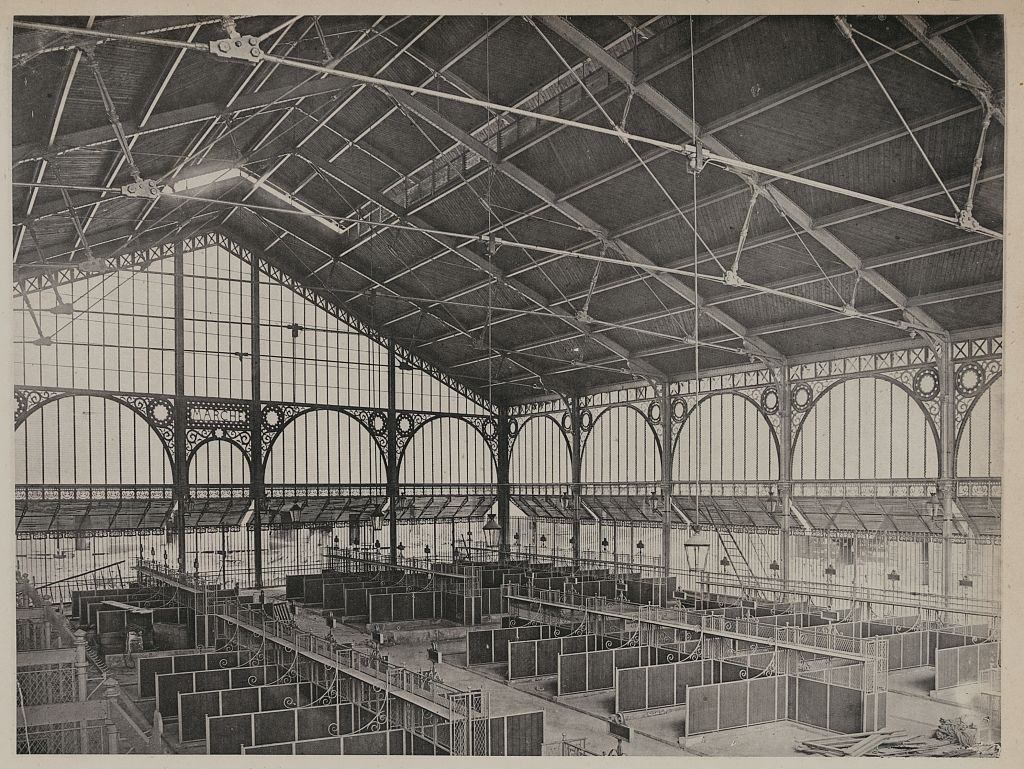
Vue de l'intérieur du marché.
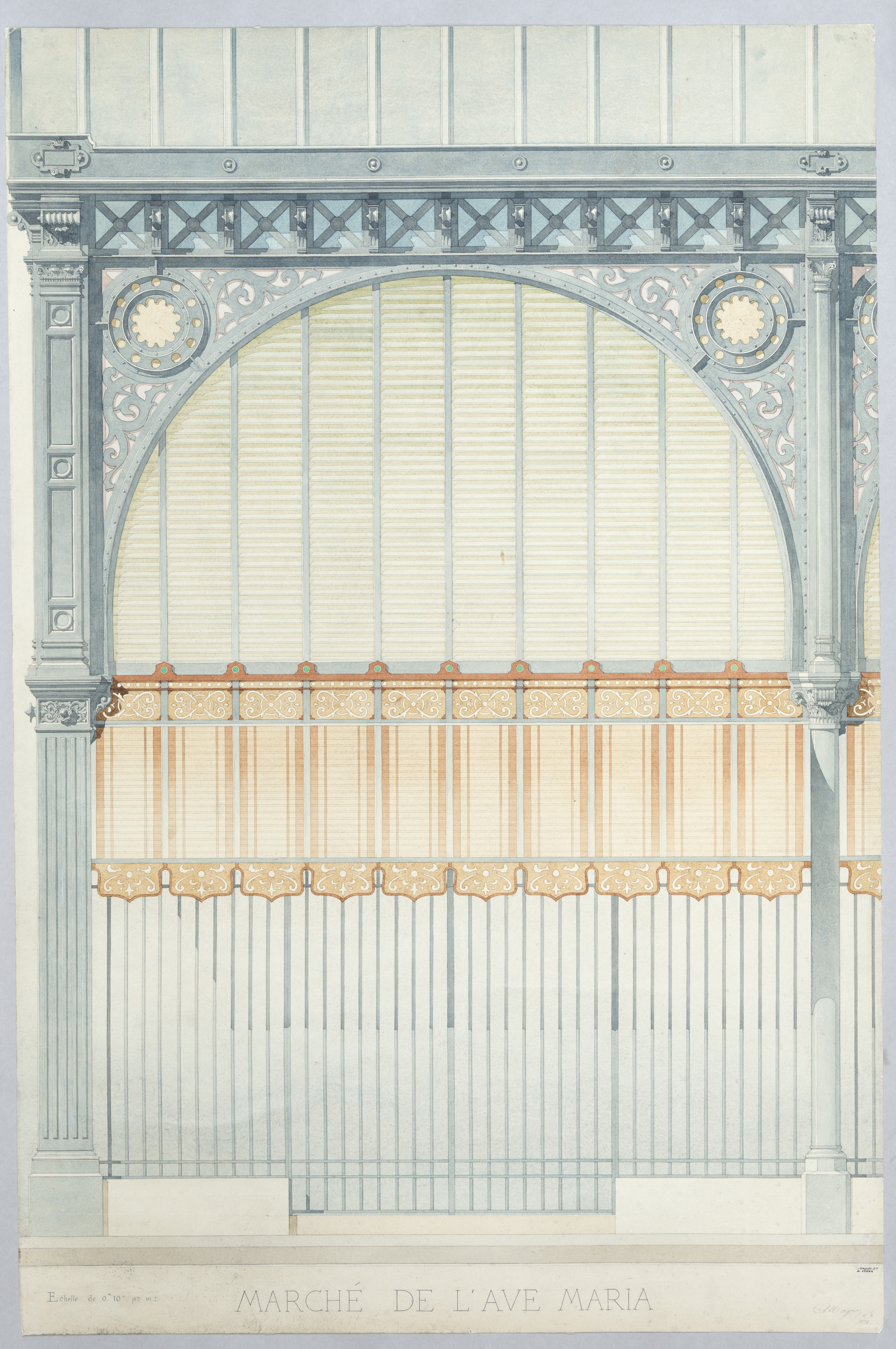
Détail d'une des travées.

Dès les années 1890, le marché est déserté par de nombreux marchands faute d’achalandage suffisant : il souffre, dit-on, de la concurrence que lui font les petites voitures des marchands de quatre-saisons et des grands épiciers. Ainsi, la désaffection du marché est envisagée dès 1896. Une désaffection partielle est décidée le 12 juillet 1900. En 1904, on envisage d'y transférer le musée municipal d'Hygiène, jusqu'ici présenté dans un hangar dépendant du Dépotoir municipal sis 185 bis, rue d'Allemagne. En 1905, on autorise l’établissement d’une crèche municipale sur la partie désaffectée du marché (transfert de la crèche du passage Saint-Pierre). À cette date, sur un effectif de 112 places de marché, 53 sont vacantes. En 1912, une nouvelle désaffection partielle est votée au profit de l’installation d’un garage du service du Nettoiement sur 720 m² (atelier central de réparation du matériel automobile de nettoiement). Une proposition de démolition du marché est présentée en décembre 1919. La désaffection totale est prononcée en 1920. En 1923, l’ancien marché est utilisé comme entrepôt de matériaux pour la construction de la ligne 7 du métropolitain. 
Le bâtiment est finalement démoli en 1929, et il est décidé d'établir un square à son emplacement, afin d'aérer un quartier dense et de dégager la vue sur l'hôtel de Sens.